# Emily Overend Lorimer
Emily Martha Overend Lorimer (ur. 10 sierpnia 1881 w Dublinie, zm. 10 czerwca 1949 w Hatfield, Hertfordshire) – brytyjska germanistka, tłumaczka i dziennikarka irlandzkiego pochodzenia. W latach 20., 30. i 40. XX w. poprzez publikacje utworów własnych i tłumaczeń uczestniczyła w brytyjskich dyskusjach politycznych na temat ideologii nazistowskiej. Natomiast owocem pobytu w latach 1935–1936 wraz z mężem Davidem Lorimerem w księstwie Hunzy na północno-zachodniej granicy Indii Brytyjskich były artykuły prasowe oraz książka o Hunzakuts, które przyczyniły się do powstania mitu o szczęśliwych i długowiecznych mieszkańcach Hunzy.

## Życiorys
Urodziła się 10 sierpnia 1881 r. jako córka Thomasa George’a Overenda, adwokata i sędziego sądu okręgowego, i jego żony Hannah (z domu Kingsbury). Miała troje rodzeństwa: młodszą siostrę i dwóch starszych braci, cała rodzina należała do Kościoła metodystów. Po ukończeniu w 1904 r. studiów filologicznych (Modern Languages) na Trinity College w Dublinie, kontynuowała edukację w oksfordzkim Somerville College. Po dłuższym pobycie na uniwersytecie w Monachium powróciła do Somerville, by w latach 1907–1910 prowadzić tam zajęcia dla studentów z filologii germańskiej. Wśród wykładowców w Oksfordzie poznała Hildę Lorimer, a przez nią jej młodszego brata Davida, wówczas oficera brytyjskiej armii indyjskiej (British Indian Army), którego poślubiła 22 grudnia 1910 r. w kościele Christ Church (Leeson Park) w Dublinie. Po wyjściu za mąż zrezygnowała z pracy na uczelni, by towarzyszyć mężowi stacjonującemu w różnych miejscach w Azji Środkowej i na Bliskim Wschodzie i pracującemu jako dyplomata i urzędnik rządu kolonialnego Indii Brytyjskich. Podczas pobytu w Kermanie, w południowym Iranie, w latach 1912–1914, gdzie jej mąż był konsulem, wspierała jego rosnące zainteresowania lingwistyczne, m.in. przy zbieraniu materiałów dotyczących dialektu kermani. W 1915 r. kierowała misją Czerwonego Krzyża w Egipcie. W latach 1916–1917 pracowała w redakcji wydawanego przez Brytyjczyków pisma „Basrah Times” w Basrze. Kiedy w 1917 r. jej mąż za zasługi w pełnieniu służby w Indian Expeditionary Force w Mezopotamii został kawalerem Orderu Imperium Brytyjskiego (CIE), Emily Lorimer przyznano IV klasę tego samego odznaczenia (OBE). Okres pobytu w Gilgit, gdzie David Lorimer w latach 1920–1924 pełnił obowiązki Political Oficer, zaowocował dla nich obojga wielkim dorobkiem poznawczym i pisarskim. W 1924 r. Lorimerowie powrócili do Wlk. Brytanii i zamieszkali w Welwyn Garden City w hrabstwie Hertfordshire na północ od Londynu, a już sam pomysł osiedlenia się na stałe w jednym z pierwszych angielskich miast ogrodów traktowali jako swego rodzaju opowiedzenie się po stronie powojennej nowoczesności. W latach 1930. Emily Lorimer była bardzo aktywna jako tłumacz (z niemieckiego, niderlandzkiego i francuskiego), jako komentator bieżącej polityki europejskiej, w szczególności przestrzegając przez niebezpieczeństwami ideologii szerzonej przez Adolfa Hitlera, i jako pisarka. Podczas podróży dużo fotografowała, jej prace złożone są we wspólnym archiwum Lorimerów „Lorimer Collection” przy wydziale School of Oriental and African Studies Uniwersytetu Londyńskiego.

## Opublikowane utwory

### Własne
- Persian Tales, London: Macmillan and Co., 1919 (wspólnie z D.L.R. Lorimer)[16]
- What Hitler Wants, Harmondsworth: Penguin Special,1939[17]
- Language Hunting in the Karakoram, London: Allen & Unwin,1939[18]
- liczne artykuły w pismach brytyjskich, np. „The Listener”, „Antiquity”, „The Geographical Magazine”[19], „John O’London’s Weekly”, „Time and Tide”[7]

### Tłumaczenia
- Frederick the Second, 1194-1250 (w serii Makers of the Middle Ages), Londyn: Constable & Co., 1931 (z niemieckiego, autor E.H. Kantorowicz)[20]
- His Excellency the Spectre: the Life of Fritz von Holstein, Londyn: Constable, 1933 (z niemieckiego, autor Joachim von Kürenberg)[21]
- Germany’s Third Empire, London: Allen & Unwin, 1934 (z niemieckiego, autor Arthur Moeller van dem Bruck)[22][23]
- Prisoner in the Forbidden Land, London: Faber and Faber, 1938 (z niemieckiego, autor Gustav Krist)[24]
- Twilight in Vienna, Boston: Houghton Mifflin, 1938 (z niemieckiego, autor Willi Frischauer)[25]
- Alone through the Forbidden Land: Journeys in disguise through soviet Central Asia, Londyn: Faber & Faber Limited, 1938 (z niemieckiego, autor Gustav Krist)[26]
- Christian the Ninth, Londyn: Collins Publishers, 1939 (z niemieckiego, autor Hans Roger Madol)
- A Scientist in Tartary: from the Hoang-ho to the Indus, Londyn: Faber and Faber, 1939 (z niemieckiego, autor Wilhelm Filchner)[27]
- Daily Life in Ancient Rome: The People and the City at the Height of the Empire, Londyn: Routledge, 1941 (z francuskiego, tor Jérôme Carcopino)[28]
- Men of Letters and the English Public in the Eighteenth Century, 1660-1744, Londyn: Kegan Paul, Trench, Trubner & Co., 1948 (z francuskiego, autor Alexandre Beljame)[29]
- Via Dolorosa, Londyn: A. Dakers, 1948 (z niderlandzkiego, autor Eugène van Herpen)[30]
- The Sociology of the Colonies, Londyn: Routledge, 1949 (z francuskiego, autor René Maunier)[31][32]
- Cicero: the Secrets of his Correspondence, New Haven: Yale University Press, 1951 (z francuskiego, autor Jérôme Carcopino)[33]

## Tło i znaczenieLanguageHunting in the Karakoram
Napisana potocznym językiem i adresowana do szerokiej publiczności opowieść o „łowach językoznawczych w Karakorum” zdaje relację z 15-miesięcznego pobytu małżeństwa Lorimerów w księstwie Hunzy od wiosny 1934 r. do jesieni 1935 r. Uwaga autorki skupiona była na opisywaniu nade wszystko codziennego życia Buruszów – najliczniejszej grupy mieszkańców Hunzy – ich pracy, obyczajów i standardów życia społecznego i rodzinnego, także trybu życia, sposobu odżywiania się i bezpośredniego otoczenia. Przedstawiony jednak przez nią obraz jest subiektywny, a wedle wiedzy zarówno współczesnych jej podróżników (jak np. R.C.F. Schomberga), jak i najnowszych badań wręcz fałszywy. Znawca Hunzy, niemiecki antropolog i geograf Hermann Kreutzmann obszernie opisuje realia, w jakich powstawała opowieść Emily Lorimer. Lorimerowie mieszkali w Aliabadzie, w bliskim sąsiedztwie stolicy Hunzy Baltitu i pozostawali w bardzo przyjacielskich relacjach z władcą Hunzy Nazimem Chanem, toteż jego portret jest stosownie wygładzony. Wyidealizowany, daleki od twardej rzeczywistości jest też portret samych Hunzakuts, których Lorimer przedstawia jako szczęśliwych, zdrowych, zadowolonych z życia i w takim stanie dożywających późnej starości. Zarówno publikowane przez nią od 1936 r. artykuły (pod takimi np. tytułami jak „Civilisation without shops”, „Bleak Hunza laughs at hardship”, „An unspoiled people”), jak i jej książka z 1939 r. stały się podstawą narastającego od początku lat 50. XX w. mitu o długowieczności, zdrowej i radosnej, mieszkających w Hunzie Buruszów. O tym, jak nierzetelne było postrzeganie przez nią realiów Doliny Hunzy świadczy także deprecjonujący sposób, w jaki pisała o Nagarkuts – mieszkańcach księstwa Nagir, które znajdowało się dokładnie na przeciwległym brzegu rzeki Hunzy, a którzy w stylu życia i formach uprawiania rolnictwa nie różnili się od Hunzakuts. Powstały w wyniku opisów Emily Lorimer (a i Schomberga, choć jego pisma nie były tak powszechnie dostępne) negatywny stereotyp mieszkańców Nagiru utrzymywał się przez dekady. Idea sprzyjającego zdrowiu sposobu odżywiania się Buruszów, będąca produktem wyobrażeń Emily Lorimer, a nie faktów, została podchwycona przez Ralpha Birchera, syna producenta musli i lekarza promującego opartą na naturalnych produktach dietę M. Bircher-Bennera, w książce Hunsa. Das Volk, das keine Krankheit kennt (1942). Bircher włączył w jej treść niezaznaczone jako takie fragmenty z tekstu Emily Lorimer, co wciągnęło Davida Lorimera już po śmierci jego żony w niemiłą dysputę, zakończoną zadośćuczynieniem na rzecz Lorimera. On sam nigdy nie podzielał entuzjazmu żony, a wrzawę powstającą wokół Hunzakuts nazywał „Hunza humbug” – bzdurą o Hunzie.

## Zaangażowanie polityczne pism dotyczących nazizmu

### TłumaczenieDas dritte Reich
Według analiz własnych brytyjskiego badacza Dana Stone’a i innych cytowanych przez niego historyków idei politycznych w Europie lat 20. i 30. XX w. w Wlk. Brytanii nie zdawano sobie w pełni sprawy z destruktywnego potencjału treści książki A. Hitlera Mein Kampf (wyd. 1925-1927), a Emily Overend Lorimer należała do nielicznego grona komentatorów politycznych, którzy usiłowali wpłynąć na zmianę tej postawy. Jej percepcja ideologii głoszonej przez Hitlera przeszła od pozytywnego zainteresowania i sympatii na samym początku lat 30. (odczuwanych zresztą przez wiele wybitnych postaci brytyjskiego establishmentu i władzy) po narastające obawy po dojściu Hitlera do władzy aż po radykalną postawę antyfaszystowską od początku II wojny światowej. Dzieliła się przemyśleniami w artykułach publikowanych w dziennikach i magazynach, a następnie we wstępie do wydanego w 1934 r. tłumaczenia skróconej wersji dzieła niemieckiego kulturoznawcy Arthura Moellera van den Brucka Das Dritte Reich (wyd. 1923), który to utwór w znacznym stopniu (nie tylko przez ukucie sformułowania „Trzecia Rzesza”) przyczynił się do wytworzenia w Niemczech atmosfery intelektualnej i emocjonalnej sprzyjających szerzeniu się ideologii narodowego socjalizmu. Obok tego tłumaczenia dokonanego przez Emily Lorimer ukazało się w Wlk. Brytanii kilka innych podobnych w wydźwięku utworów, „które, co warto podkreślić, wskazywały na możliwe konsekwencje nazizmu dla pokoju w Europie w sposób znaczniej bardziej kategoryczny niż ówczesny brytyjski rząd (a i opozycja) były gotowe brać pod rozwagę”. Wobec ugodowego stanowiska rządowego (polityki appeasementu) tym głębszym rozczarowaniem dla Emily Lorimer było ukazanie się na rynku brytyjskim w 1933 r. angielskiego tłumaczenia Mein Kampf (w wydawnictwie Hurst & Blackett), ponieważ My Struggle nie zawierała nawet połowy oryginalnego tekstu i pomijała całe fragmenty opisujące plany i ambicje Hitlera w kwestiach polityki zagranicznej. Jej zdaniem ta okrojona wersja (przy czym zarówno tłumacz, E.T.S. Dugdale, jak i wydawnictwo mieli w tym względzie argumenty na swoje usprawiedliwienie) nie wystarczała, by dostatecznie dobrze wyjaśnić podstawy ruchu nazistowskiego i mentalność jego przywódcy.

### What Hitler Wants
Z zamiarem możliwie przekonującego wyjaśnienia zawartości dzieła Hitlera w formie przystępnej dla brytyjskiego odbiorcy (in an accessible fashion for English readers) wydała Emily Lorimer w styczniu 1939 r. tom komentarzy historycznych What Hitler Wants. Powstanie Mein Kampf analizowała jednak tylko pierwsza część jej książki, druga poświęcona była omówieniu utworu Alfreda Ernsta Rosenberga, jednego z naczelnych ideologów NSDP, Der Mythus des 20. Jahrhunderts, a trzecia omawiała aktualną niemiecką politykę wewnętrzną i zagraniczną, na przykładach pokazując realizację idei wyłożonych w Mein Kampf. W powszechnym odbiorze traktowano książkę Lorimer jako substytut lektury tekstu Hitlera, na ogół została dobrze przyjęta i szeroko czytana. Kiedy w marcu 1939 r. ukazało się tłumaczenie pełnego tekstu Mein Kampf, niektóre głosy krytyczne określiły What Hitler Wants jako już zbyteczne (superfluous), ale Emily Lorimer wykazała poprzez zestawienie tekstów przekładu i oryginału, że nowe tłumaczenie jest kolejną próbą oszczędzenia brytyjskiemu czytelnikowi wglądu w prawdziwą treść książki Hitlera. Ponadto obok złej jakości i nierzetelności samego tłumaczenia oraz poczynionych skrótów oburzało ją, że zarówno autor, jak i tłumacz, James Murphy (który jako zatrudniony przez nazistowskie Ministerstwo Propagandy w latach 1934–1938 opracowywał angielskojęzyczne wersje mów Hitlera), otrzymają wyjątkowo wysokie honoraria. Jej reakcja wpisywała się w szersze nastroje nieufności niektórych brytyjskich intelektualistów co do prawdziwych intencji politycznych brytyjskiego rządu pod wodzą Neville’a Chamberlaina.

### What the German Needs
Zaostrzające się z czasem poglądy Emily Lorimer na temat zagrożenia, jakim był wzrost potęgi Niemiec, zbliżyły ją do Roberta Vansittarta, radykalnego przeciwnika appeasementu i zwolennika twardej polityki wobec Trzeciej Rzeszy, przekonanego, że pokój w Europie może zapewnić tylko przemienienie Niemiec w zacofany kraj rolniczy. Wstępując na początku wojny do stworzonej i prowadzonej przez Vansittarta organizacji Never Again Association, Emily Lorimer jednoznacznie określiła swoją postawę jako antynazistowską, jeśli nie nawet antyniemiecką. Dowodem tego była wydana w 1942 r. książka What the German Needs, w której przedstawiwszy fragmenty nowszej historii Niemiec i cytując obficie z aktualnej nazistowskiej propagandy, rysowała plan „re-edukacji” Niemców w taki sposób, by po wymarciu pokolenia, któremu znane był gest „Heil Hitler”, młodsi Niemcy mogli na nowo wpasować się w pokojową i cywilizowaną Europę. Tony niechęci wobec Niemców pojawiły się zresztą, jak wykazują analizy Javeda Majeeda, w korespondencji Lorimer już po I wojnie światowej.

### TheMein KampfRamp
Takim poglądom, a i wielostronnej krytyce dotychczasowych przekładów tekstu Hitlera, dawała Emily Lorimer wyraz również w rozległej korespondencji do osób prywatnych i do brytyjskiego ministerstwa propagandy. Tekstem mającym ujawnić niechwalebne poczynania prawicowych, prohitlerowskich wydawnictw w Wlk. Brytanii i takich ludzi pióra jak James Murphy i Arthur Bryant czy wydawca Walter Hutchinson (w którego przypadku ataki Lorimer okazały się niesłuszne), był list otwarty (typed memorandum) z 1941 r. zatytułowany „The Mein Kampf Ramp”. Obok konserwatywnej postawy antyfaszystowskiej (conservative anti-fascism) analizujący jej pisma polityczne Dan Stone wspomina także o jej śladowym, acz nie nietypowym dla jej czasów antysemityzmie (a residual antisemitism that was typical of the time) oraz przychylnym spojrzeniu na eugenikę (favourably inclined towards eugenics). W sumie jednak D. Stone wskazuje na odwagę i przenikliwość Emily Lorimer, która jako jeden z pierwszych komentatorów politycznych wykazywała fałszywość obranej przez brytyjski rząd polityki appeasementu wobec nazistowskich Niemiec.